# Saint-Girod
Pour les articles homonymes, voir Girod.
Saint-Girod est une ancienne commune française, située dans le département de la Savoie en région Auvergne-Rhône-Alpes.
Elle fait partie du Pays de l'Albanais.
Par arrêté préfectoral du 25 septembre 2015, elle devient une commune déléguée au sein de la commune nouvelle d'Entrelacs le 1er janvier 2016.

## Géographie
La commune se situe à l'est du ruisseau Deysse et des collines préalpines menant aux Bauges.

## Toponymie
En francoprovençal, le nom de la commune s'écrit San-Zhrou (graphie de Conflans) ou Sant-Gerôd (ORB).

## Histoire
Le nom de la commune est attesté depuis le XIIIe siècle. Le village était une possession de la Seigneurie de Montfalcon.
La commune fusionnera avec Albens, Cessens, Épersy, Mognard et Saint-Germain-la-Chambotte pour former au 1er janvier 2016 la commune d'Entrelacs.

## Politique et administration
| Période                                  | Période       | Identité          | Étiquette | Qualité |
| ---------------------------------------- | ------------- | ----------------- | --------- | ------- |
| 1965                                     | 1975          | Claudius Berlioz  | ...       | ...     |
| 1975                                     | 1984          | Pierre Miege      | ...       | ...     |
| 1984                                     | 1998          | Raymond Porcheron | ...       | ...     |
| 1998                                     | mars 2008     | André Miege       | ...       | ...     |
| mars 2008                                | décembre 2015 | Henri Garnier     | UMP       | ...     |
| Les données manquantes sont à compléter. |               |                   |           |         |

## Population et société

### Démographie
L'évolution du nombre d'habitants est connue à travers les recensements de la population effectués dans la commune depuis 1793. À partir du 1er janvier 2009, les populations légales des communes sont publiées annuellement dans le cadre d'un recensement qui repose désormais sur une collecte d'information annuelle, concernant successivement tous les territoires communaux au cours d'une période de cinq ans. 
Pour les communes de moins de 10 000 habitants, une enquête de recensement portant sur toute la population est réalisée tous les cinq ans, les populations légales des années intermédiaires étant quant à elles estimées par interpolation ou extrapolation. Pour la commune, le premier recensement exhaustif entrant dans le cadre du nouveau dispositif a été réalisé en 2007,.
En 2013, la commune comptait 585 habitants, en évolution de +4,09 % par rapport à 2008 (Savoie : +3,87 %, France hors Mayotte : +2,49 %).
| 1793 | 1800 | 1806 | 1822 | 1838 | 1848 | 1858 | 1861 | 1866 |
| ---- | ---- | ---- | ---- | ---- | ---- | ---- | ---- | ---- |
| 337  | 237  | 404  | 452  | 583  | 659  | 539  | 566  | 576  |

| 1872 | 1876 | 1881 | 1886 | 1891 | 1896 | 1901 | 1906 | 1911 |
| ---- | ---- | ---- | ---- | ---- | ---- | ---- | ---- | ---- |
| 562  | 543  | 501  | 520  | 508  | 467  | 431  | 425  | 429  |

| 1921 | 1926 | 1931 | 1936 | 1946 | 1954 | 1962 | 1968 | 1975 |
| ---- | ---- | ---- | ---- | ---- | ---- | ---- | ---- | ---- |
| 380  | 368  | 350  | 313  | 333  | 344  | 305  | 287  | 279  |

| 1982 | 1990 | 1999 | 2007 | 2011 | 2013 | - | - | - |
| ---- | ---- | ---- | ---- | ---- | ---- | - | - | - |
| 289  | 379  | 421  | 550  | 581  | 585  | - | - | - |

## Culture locale et patrimoine

### Lieux et monuments
- Église du XIXe siècle
- Fontaine miraculeuse aménagée en dessous de la chapelle Saint-Lazare